# Sprachenatelier Berlin
| Fondat    | 2003                          | 2003                          |
| Sediu     | Berlin                        | Berlin                        |
| Industrie | școli de limbi străine        | școli de limbi străine        |
| Website   | www.sprachenatelier-berlin.de | www.sprachenatelier-berlin.de |
| --------- | ----------------------------- | ----------------------------- |

## Despre institut
Atelierul de limbi străine din Berlin institut de limbi străine, artă și cultură , a fost fondat cu țelul de a fi atât o școală de limbi străine, cât și un studio, un loc în care sunt combinate întâlnirile interculturale și schimburile creative în contextul asimilării a noi limbi străine.
Pe lângă limba germană, atelierul de limbi străine oferă cursuri pentru învățarea a peste 40 de alte limbi. Mai mult, în cadrul acestui institut sunt organizate diferite evenimente, precum seri de festival de film, lecturi, concerte, expoziții, workshopuri, discuții politice și diferite seminarii. Institutul oferă suficient spațiu, astfel încât artiști și persoane creative să aibă posibilitatea de a organiza diferite evenimente, fiind accesibile unui public larg.
Spațiile atelierului de limbi străine din Berlin sunt folosite în mod regulat pentru informare politică și forumuri de discuții cu experți din diferite țări. 

## Clădire
Oskar Garbe, francmason din Lichtenberg, Berlin, care lucra în serviciile imobiliare, dobândind un mare succes, a fost cel care a ajutat la construirea diferitor clădiri, precum Biserica Mântuitorului, Biserica Samarita, diferite clădiri comerciale, un teatru de cabaret și nenumărate vile de lux. În 1907 a construit o prestigioasă clădire rezidențială pe stradă Frakfurter Allee, numărul 40, loc în care se află Atelierul de limbi străine din Berlin. Arhitectul Hans Liepe a dezvoltat planurile clădirii în 1906 pentru domnul Garbe, care a proiectat schița apartamentelor și a locuit mai apoi la etajul doi într-un apartament de nouă camere.
Clădirea roșie, din stuc, având cinci etaje, împrejmuiește o curte interioară unde se află o clădire industrială, de cinci etaje, în cadrul căreia se află o altă curte interioară. Fațada a fost proiectată în stilul Art Nouveau, fiind decorata de cărămizi albastre. Locuitorii clădirii până în 1990 au fost în principal tâmplari și vânzători. 
Cel mai mare interes în ceea ce privește clădirea îl reprezintă interiorul bogat, aproape în întregime păstrat în stilul Art Nouveau.

## Recunoaștere
Atelierul de limbi străine din Berlin este oficial recunoscut de Senatul din Berlin, CSN Sweden, ANSA Norway  și EBACO în Olanda. Aparține ca și membru al fadaf și a centrului licențiat pentru toate examenele telc, pentru CnaVT, TCF Test de connaissance du français și Swedex. 

### Proiecte și evenimente
Lumea nu este satul meu - un forum deschis pentru discuții despre teme precum globalizarea, migrația și mediul având ca și focus oamenii și domeniul de experiență al acestora. 
Miercurea de cultură - săptămânal, programe culturale extracuriculare. Vizite ale muzeelor, plimbări, prelegeri sau cinematecă, toate acestea oferind posibilitatea pătrunderii în cultura germană, dar și șansa de a pune abilitățile limbii germane în practică și de a-și crea noi contacte. 
Alte evenimente importante 
2014 
Polyglot Workshop [6] at Sprachenatelier Berlin 
"BAS Deng (Sessiz)" [7] - film screening and discussion with the director Rezan Yesilbas 
Berlin Street Art în Ukraine [8] 
The world îs not my village - reloaded 
2013 
Culture Friday: Kapoor în Berlin 
The Great Night of Talents 2013 Sprachenatelier 
Reading and an exhibition with Bledar Mastori the Sprachenatelier Berlin 
2012 
Reading with Nina Bussmann Sprachenatelier Berlin 
The great night of talent în Sprachenatelier 
2011 
"Faces of Mesopotamia" photo exhibition by Murat Yazar 
Belarusian evening în Sprachenatelier 
... 
2010 
Reading with Ilma Rakusa the Sprachenatelier Berlin 
2009 
Nightmare în the fishing boat - Africa and Europe refugees Fisheries Policy 
Martin RosenplA¤nter with the corresponding consequences 
Reading and discussion with author Hasnain Kazim 
Turkey after the local elections, - still on the road to Europe? 
2008 
Quando la mafia non esiste - When the Mafia did not exist 
Presentation of the book "Fragole e Uranio - Strawberries and uranium" 
Reading with Esmahan Aykol the Sprachenatelier Berlin 
5 august 2008, 19:30 - 15. Aug 2008, 23:30 
Film Screening "100 steps" (orig. "I cento passi") and discussion în Sprachenatelier 
The world îs not my village - 3rd Flap [9] 
2007 
The world îs not my village - 1st Flap [10] 
Exhibition Betty Striker, objects and photographs 
Photo exhibition of Elma Riza 
în movement 2 - Russian short film series 
Japanese Week 2007 
Idiosyntactix "Commodity Production" 
2006 Russian Film Festival în Berlin 
2005 Russian Film Days 2005 [11] 
Os Aculos Brasileiros-The Brazilian Glasses [12] 
2004 Polish Art în the Sprachenatelier Berlin - Vernissage